# Hippon de Messine
Hippôn de Messine, mort à Messine vers 338 av. J.-C., est un tyran antique de de Sicile. 
Tyran de Messine, il recueille le tyran Mamercus de Catane défait par Timoléon lors de la bataille d'Abolus. 
Tentant de fuir par la mer Messine assiégé, Hippon est capturé. Les Messiniens le battent de verges et le mettent à mort dans le théâtre de la ville, devant les enfants de la ville réunis pour l'occasion.